# Monologue dramatique
Un monologue dramatique est en France, à la fin du Moyen Âge, un type de poème comique à vocation scénique. À l’instar des jongleurs, l’acteur seul en scène incarnait plusieurs personnages stéréotypés. Il est considéré comme un des quatre grands genres comiques de la fin du Moyen Âge avec la sotie, le sermon joyeux et la farce. 
Dans l'Angleterre du XIXe siècle, le terme « monologue dramatique » (dramatic monologue) désignait un type de poème, fort apprécié par de nombreux poètes de l'époque victorienne, dans lequel un personnage, de fiction ou historique, exprime ses sentiments, ses actions ou ses motifs dans un monologue. Celui-ci, dont les paroles sont souvent influencées par le contexte critique dans lequel elles sont prononcées, s'adresse en général à un auditoire silencieux. Des exemples de monologues dramatiques sont My Last Duchess de Robert Browning, The Captain of the 1984 Top of the Form Team de Carol Ann Duffy, ou encore Lady Lazarus de Sylvia Plath. 

## La période médiévale
On ne retrouve trace que d’une quinzaine de monologues dramatique. Le genre apparaît au XVe siècle, à la même période qu’une autre forme comique monologique : Le Sermon joyeux. Néanmoins, le Dit de l’Herberie, écrit par Rutebeuf vers 1265, est souvent cité comme la première œuvre du genre.
Certains historiens du théâtre comme Jean-Claude Aubailly font remonter ses origines à l’art des jongleurs. Ces artistes itinérants, chanteurs, musiciens, conteurs et acteurs utilisaient à la fois les registres narratif et dramatique, notamment à travers la forme du monologue.

### Forme

#### Texte
Le texte comporte entre 200 et 500 vers octosyllabes. 
Étant écrit pour une seule voix, il mettait initialement en jeu un personnage unique. L’acteur, seul en scène, prenait en charge son personnage et interpelait, interagissait avec le public. L’acteur, qui emploie le «Je» coexiste ainsi avec le «Vous» du public.
On peut relever dans les monologues Coquillart et de la botte de foin de nombreuses adresses au public :
« Et sçavez vous quoy ? » v.86

« Que voulez-vous ? »
Certaines formes plus tardives et plus complexes mettaient en jeu plusieurs personnes. Mais à la différence du jongleur, dont les œuvres à la théâtralité hésitantes inséraient dans un schéma épique des scènes de conflit dramatique, cette forme plus complexe de monologue reste profondément ancrée dans le registre dramatique. L’acteur prenait en charge seul un texte mettant en jeu plusieurs personnages et dont le conflit est le moteur de l’action.
Malgré tout, cette forme ne peut pas être considérée comme dramatique au sens strict du terme, c'est-à-dire au sens grec de Drama. En effet, si l’action est mue par les conflits entre les différents personnages, ceux-ci ne sont représentés que par un seul comédien. S’il ne fait aucun doute que cette forme est bel et bien une forme dramatique, la singularité de sa théâtralité peut prêter à confusion. 
Les monologues dramatiques, quel que soit leur niveau de complexité, étaient souvent construit selon le même plan :
En préambule le personnage s’adresse au public et lui fait une annonce :
« Bonnes gens, Dieu vous gard de joye

Et Nostre Dame de Santé !

Qu’en dict-on ? Suis-je bien planté ? 

Respondez, gros, gresle, menu. »
(Watelet de tous mestiers, Montaiglon, XIII, v 1-4)

L’action et le conflit sont narrés par un comédien. Ce dernier joue avec le temps fictif et le temps présent. Il prend successivement la parole des protagonistes de la fable qu’il rapporte.
« Quant nous fusmes tous deux couchés

L’un près de l’autre aprochés, 

Monsieur s’en revient sans blason » 
(Monologue du Puys, v.285-287.)'
« Ay mon cousin ! » - « Ay ma cousine ! »

« Ou allez vous ? D’où venez vous

Comment va ? » « Bien » dis je, « toujours,

Comment m’avez-vous recongnu ? »
(Monologue du bain, v. 141 -144.)
- Des adieux, comme à la fin des farces. L’acteur interpelle une dernière fois le public. Dans Le Franc archer de Bagnolet (1468-1469), il annonce qu’il va descendre de scène pour faire la quête dans le public :

« A Dieu ; je m’en vois au relief » v.381

#### Représentation
Très peu de témoignages concernant la représentation de ces monologues dramatiques ayant été préservé, il est difficile, d’établir les conditions réelles de leur représentation.
« Véritable performance pour l’acteur qui, seul face au spectateur, s’identifiait à un personnage parodié, comme le charlatan le fanfaron ou l’amoureux, et agrémentait de ses propos une noce, un banquet d’association, ou s’intercalait dans la représentation publique des pièces plus longues, religieuse ou profanes » Charles Mazouer, Le théâtre Français du Moyen Âge.

### Personnages
Le monologue dramatique comporte trois personnages types :
- Le Charlatan
- Le soldat fanfaron
- L’amoureux.

#### Le charlatan
Watellet et Maître Aliboron représentent le véritable type du charlatan. 
On retrouve ces personnages dans tous les genres du théâtre médiéval des XVe et XVIe siècles. Rutebeuf avec le Dit de L’herberie en 1265 crée le modèle de ces personnages.
Watelet et Maître Aliboron prétendent être de grands médecins et usent d’exagération et de mensonges pour impressionner la foule, mais leur récit se charge de la dénégation de leurs propos :
« Je sçay tout faire, Watellet

Faire le sot, faire le saige »
(Watelet de tous mestiers, Montaiglon, XIII, v 1-4)

#### Le soldat fanfaron
D'une manière plus générale, l'expression « Miles gloriosus » ou « soldat fanfaron » désigne une figure type de la littérature, en particulier de la comédie. Il représente le soldat se vantant d'exploits qu'il n'a pas accomplis. 
« Il est né de la satire d’une réalité sociale exactement daté, qui vise certains corps d’infanterie. Le rire s’attaque aux francs archers, créés en 1448, supprimés en 1479 en maint lieu, puis rétablis par François Ier. Recruté dans le peuple et équipé par lui, ces se venger de leurs méfaits » (Charles Mazouer, Le théâtre français du Moyen Âge.)
On retrouve dans la littérature certains personnages du même genre : Pyrgopolinice, mercenaire vaniteux dans Miles Gloriosus de Plaute à Matamore dans l’illusion comique de Corneille

#### L’amoureux
Les monologues d’amoureux représentent un jeune homme, tout aussi vantard que les soldats fanfarons. Le Monologue du Coquillart ou le Monologue de la botte de foin de Guillaume Coquillard en sont les prototypes. La construction dramatique reste identique : le jeune homme ne peut conquérir la belle dame à la suite d'une succession de déboires.

## La période victorienne

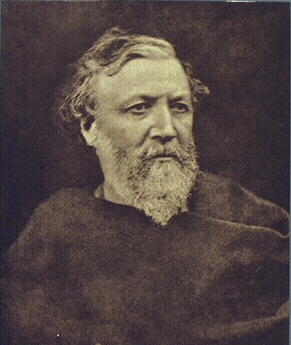
Portrait de Robert Browning

La période victorienne représente l'apogée du monologue dramatique dans la poésie anglaise. 
- Alfred Tennyson a écrit, avec son poème Ulysses, publié en 1842, ce que l'on a appelé le premier véritable monologue dramatique. Après Ulysses, les efforts les plus marquants dans cette veine ont été Tithonus, Les Mangeurs de Lotus et St. Simon Stylites, tous tirés des Poèmes de 1842 ; des monologues plus tardifs apparaissent dans d'autres volumes, en particulier les Idylls of the King (« Idylles du Roi »).

- Matthew Arnold écrit quelques célèbres monologues dramatiques semi-autobiographiques, tels que Dover Beach (« La Plage de Douvres ») et Stanzas from the Grand Chartreuse (« Strophes de la Grande Chartreuse »). Le premier, Dover Beach, est communément considéré comme la forme ultime de l'expression du scepticisme croissant du milieu de l'époque victorienne ; il est publié en même temps que Stanzas from the Grand Chartreuse dans les « Nouveaux Poèmes » de 1867.

- Robert Browning est généralement considéré comme celui qui a porté le monologue dramatique à sa forme la plus parfaite, en particulier dans le recueil Hommes et Femmes. De fait, plus que tout autre, il a composé ses plus belles œuvres dans ce genre. Si My Last Duchess est le plus célèbre, il en a écrit beaucoup d'autres, tels Fra Lippo Lippi, Andrea del Sarto, Childe Roland to the Dark Tower Came, A Gramarian's Funeral (« Les obsèques d'un grammairien »), Caliban upon Setebos (« Caliban sur Setebos »), Soliloquy of the Spanish Cloister (« Soliloque du cloître espagnol »), L'Amant de Porphyria, etc.

Certains autres poètes victoriens ont également utilisé cette forme. Dante Gabriel Rossetti en publie plusieurs, parmi lesquels Jenny et The Blessed Damozel (« La Damoiselle bénie ») ; Christina Rossetti fait de même, par exemple avec The Convent Threshold (« Au seuil du couvent »). Algernon Swinburne, avec son Hymn to Proserpine (« Hymne à Proserpine »), a pu être considéré comme rappelant quelque peu le travail de Browning.

### Caractéristiques du genre

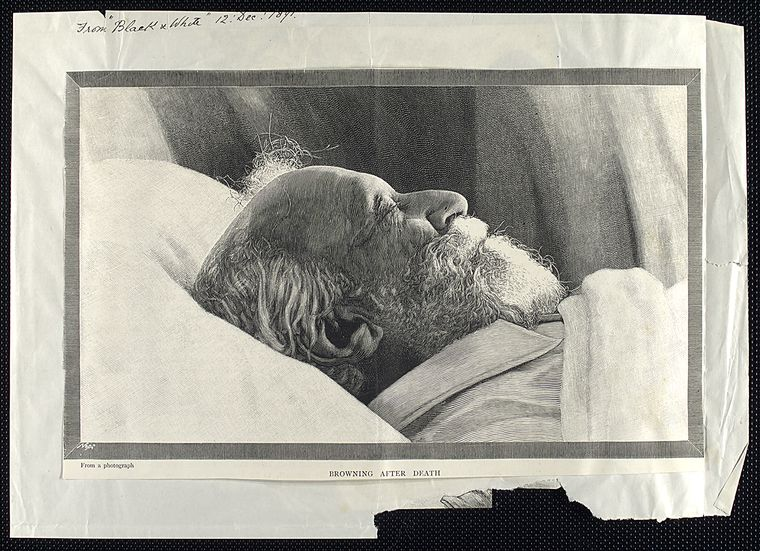
Robert Browning, sur son lit de mort (1889).

On peut définir le monologue dramatique comme comprenant un tableau, une action, des personnages. Il a en effet pour fonctions de dépeindre un cadre, narrer une action et révéler la personnalité du locuteur. À la différence du soliloque dans lequel le personnage, seul (solus) et déjà connu, est censé marquer un temps d'arrêt avant une décision qui fera progresser l'action, le monologue plonge ex abrupto le lecteur dans une crise dont il ne sait rien et dont il apprendra tout. 
Selon M. H. Abrams dans son A Glossary of Literary Terms (Glossaire des termes littéraires), publié pour la première fois en 1957, le monologue dramatique se définit en particulier par un locuteur s'adressant à un auditeur silencieux implicite, dont les réactions transpirent cependant dans les inflexions du discours monologué. 
Comme le précise Éric Eigenmann, « Mieux que par la présence physique d'un second personnage, c'est par celle que manifeste ou représente l'énoncé lui-même qu'on distingue le plus clairement le monologue et le soliloque, dont les dictionnaires et manuels spécialisés donnent des définitions contradictoires ». 
On conviendra – dans le sillage de Jacques Scherer (1983) et d'Anne-Françoise Benhamou – que le monologue désigne le discours tenu par un personnage seul ou qui s'exprime comme tel, s'adressant à lui-même ou à un absent, lequel peut être une personne (divine ou humaine, voire animale) ou une personnification (un sentiment, une vertu : « mon cœur », « mon devoir », éventuellement une chose). Tout monologue est ainsi plus ou moins dialogué, car l'on parle toujours à quelqu'un, ne serait-ce qu'à soi-même », alors que le soliloque se limite à un discours « abolissant tout destinataire ». 
Ainsi, ce personnage, soudain disert, laisse échapper, par inadvertance ou sciemment, des informations capitales le concernant, si bien que se dessinent peu à peu les contours d'une situation insolite, la plupart du temps conflictuelle. Les actions passées se voient donc rassemblées et leur apparente incohérence expliquée. C'est à un plaidoyer qu'est convié le lecteur, mais au second degré. En effet, l'allocutaire écoute, voire intervient par des gestes ou des mimiques, mais ces réactions ne transpirent, elles aussi, que par le discours du locuteur,. 
Cette pensée à haute voix ne se livre pas spontanément au fil d'associations d'idées, mais en une composition savante et structurée, qu'elle soit mise en garde, confession, épanchement ou plaidoirie. On parle ainsi de « monologue lyrique » lorsque le protagoniste s'adresse, comme c'est presque toujours le cas chez Browning (il y a quelques exceptions dont Porphyria's Lover [cf. ci-après], mais, de toute façon, le lecteur reste le seul public véritablement visé), à un public imaginaire. La plupart du temps, cependant, l'auditeur, témoin privilégié, peut lui-même devenir acteur du drame, parfois victime, mais, le plus souvent, il est conduit à jouer le rôle d'un juré virtuel.